# مسعود ولدبیگی

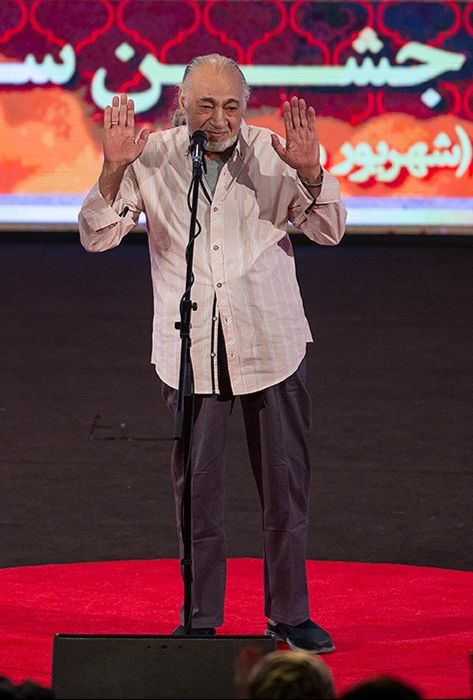
مسعود ولدبیگی در بیست و یکمین جشن سینمای ایران - شهریور ۱۳۹۸

مسعود یادگاری (۲۰دی ۱۳۴۸–۲۴خرداد۱۴۰۴) چهره پرداز و بازیگر ایرانی بود. او ۳ بار برنده سیمرغ بلورین بهترین چهره‌پردازی جشنواره فیلم فجر شده بود.
معروف‌ترین نقش او در مقام بازیگر، بازی در نقش نجدة بن عامر، سردستهٔ گروه خوارج در مجموعهٔ مختارنامه بود.
او به دلیل ایست قلبی در بیمارستان مهراد تهران در سن ۵۶ سالگی در تاریخ ۲۴خرداد۱۴۰۴ درگذشت و در قطعه هنرمندان بهشت زهرا در کنار عزیزالله قائدی به خاک سپرده شد.

## فیلم‌شناسی
| سال       | نام فیلم               | کارگردان                       | سِمَت                                                     | یادداشت                                                |
| --------- | ---------------------- | ------------------------------ | ------------------------------------------------------- | ------------------------------------------------------ |
| ۱۳۸۸–۱۳۹۰ | ستایش ۱                | سعید سلطانی                    | چهره پرداز و بازیگر                                     | گروه فیلم و سریال شبکه سه                              |
| ۱۳۸۳–۱۳۸۹ | مختارنامه              | داوود میرباقری                 | چهره پرداز و بازیگر                                     | مرکز سیمافیلم                                          |
| ۱۳۸۴      | زن بدلی                | مهرداد میرفلاح                 |                                                         | چهره‌پرداز                                              |
| ۱۳۸۱      | دنیا                   | منوچهر مصیری                   |                                                         | چهره‌پرداز                                              |
| ۱۳۸۱      | نغمه                   | ابوالقاسم طالبی                |                                                         | چهره‌پرداز                                              |
| ۱۳۸۱      | دوئل                   | احمدرضا درویش                  | کاندید سیمرغ بلورین بهترین چهره پردازی جشنواره فیلم فجر | چهره‌پرداز                                              |
| ۱۳۸۰      | بانوی کوچک             | مهدی صباغ‌زاده                  | بازیگر                                                  |                                                        |
| ۱۳۸۰      | بی همتا                | جهانگیر جهانگیری               | چهره‌پرداز                                               |                                                        |
| ۱۳۷۹      | مارال                  | مهدی صباغ‌زاده                  | چهره‌پرداز                                               |                                                        |
| ۱۳۷۹      | شیفته                  | محمدعلی سجادی                  | چهره‌پرداز                                               |                                                        |
| ۱۳۷۷      | زشت و زیبا             | احمدرضا معتمدی                 | چهره‌پرداز                                               | برنده سیمرغ بلورین بهترین چهره پردازی جشنواره فیلم فجر |
| ۱۳۷۷      | قرمز                   | فریدون جیرانی                  | چهره‌پرداز                                               |                                                        |
| ۱۳۷۶      | بدلکاران               | مهدی صباغ‌زاده                  | بازیگر                                                  |                                                        |
| ۱۳۷۶      | حماسه قهرمانان         | جمشید حیدری                    | چهره پرداز                                              |                                                        |
| ۱۳۷۶      | یاغی                   | جهانگیر جهانگیری               | چهره پرداز                                              |                                                        |
| ۱۳۷۵      | سلطان                  | مسعود کیمیایی                  | چهره پرداز                                              |                                                        |
| ۱۳۷۵      | نابخشوده               | ایرج قادری                     | چهره پرداز                                              |                                                        |
| ۱۳۷۵      | ستاره‌های سربی          | مهدی ودادی                     | چهره پرداز                                              |                                                        |
| ۱۳۷۵      | قاصدک                  | قاسم جعفری                     | چهره پرداز                                              |                                                        |
| ۱۳۷۴      | حادثه در کندوان        | جهانگیر جهانگیری               | چهره پرداز                                              |                                                        |
| ۱۳۷۴      | شیخ مفید               | فریبرز صالح                    | چهره پرداز                                              |                                                        |
| ۱۳۷۴      | ضیافت                  | مسعود کیمیایی                  | چهره پرداز                                              |                                                        |
| ۱۳۷۳      | دیوانه وار             | کامران قدکچیان                 | چهره پرداز                                              |                                                        |
| ۱۳۷۳      | مجازات                 | جهانگیر الماسی                 | چهره پرداز                                              |                                                        |
| ۱۳۷۳      | مروارید سیاه           | شفیع آقامحمدیان حبیب‌الله بهمنی | چهره پرداز                                              |                                                        |
| ۱۳۷۳      | راه افتخار             | داریوش فرهنگ                   | چهره پرداز                                              |                                                        |
| ۱۳۷۳      | روز شیطان              | بهروز افخمی                    | چهره پرداز                                              |                                                        |
| ۱۳۷۲      | دمرل                   | یدالله صمدی                    | بازیگر                                                  |                                                        |
| ۱۳۷۲      | بدل                    | جهانگیر جهانگیری               | چهره‌پرداز                                               |                                                        |
| ۱۳۷۱      | پرواز را به خاطر بسپار | حمید رخشانی                    | چهره‌پرداز                                               |                                                        |
| ۱۳۷۱      | از کرخه تا راین        | ابراهیم حاتمی کیا              | چهره‌پرداز                                               | برنده سیمرغ بلورین بهترین چهره پردازی جشنواره فیلم فجر |
| ۱۳۷۰      | ساده لوح               | مهدی فخیم‌زاده                  | چهره‌پرداز                                               |                                                        |
| ۱۳۷۰      | شتابزده                | مهدی فخیم‌زاده                  | چهره‌پرداز                                               |                                                        |
| ۱۳۶۹      | پرده آخر               | واروژ کریم‌مسیحی                | چهره‌پرداز                                               | برنده سیمرغ بلورین بهترین چهره پردازی جشنواره فیلم فجر |
| ۱۳۶۹      | در آرزوی ازدواج        | اصغر هاشمی                     | چهره‌پرداز                                               |                                                        |
| ۱۳۶۸      | بازی تمام شد           | مهدی صباغ‌زاده                  | چهره‌پرداز                                               |                                                        |
| ۱۳۶۶      | محموله                 | سیروس الوند                    | چهره‌پرداز                                               |                                                        |
| ۱۳۶۶      | جعفرخان از فرنگ برگشته | علی حاتمی محمد متوسلانی        | چهره‌پرداز                                               |                                                        |
| ۱۳۶۳      | گنج                    | محمدعلی سجادی                  | چهره‌پرداز                                               |                                                        |
| ۱۳۶۲      | کمال الملک             | علی حاتمی                      | چهره‌پرداز                                               |                                                        |
| ۱۳۶۱      | توبه نصوح              | محسن مخملباف                   | چهره‌پرداز                                               |                                                        |

## سریال
- آتش بدون دود (۱۳۵۴)
- کوچک جنگلی (۱۳۶۳)
- خورشید شب (۱۳۷۴)
- مختارنامه (۸۹–۱۳۸۳)
- ستایش (۱۳۸۹)
- معراجی‌ها (۱۳۹۳)

## جوایز
- کاندید سیمرغ بلورین بهترین چهره پردازی (برای فیلم: دوئل) دوره ۲۲ جشنواره فیلم فجر (مسابقه سینمای ایران) - سال ۱۳۸۲
- برنده تندیس زرین بهترین چهره پردازی (برای فیلم: زشت و زیبا) در دوره ۳ جشن بزرگ سینمای ایران (خانه سینما) - سال ۱۳۷۸
- برنده سیمرغ بلورین بهترین چهره پردازی (برای فیلم: زشت و زیبا) در دوره ۱۷ جشنواره فیلم فجر (مسابقه سینمای ایران) - سال ۱۳۷۷
- برنده سیمرغ بلورین بهترین چهره پردازی (برای فیلم: از کرخه تا راین) در دوره ۱۱ جشنواره فیلم فجر (مسابقه سینمای ایران) - سال ۱۳۷۱
- برنده سیمرغ بلورین بهترین چهره پردازی (برای فیلم: پرده آخر) دوره ۹ جشنواره فیلم فجر (مسابقه سینمای ایران) - سال ۱۳۶۹